# Judea Lyaboloma (Wahlkreis)
Judea Lyaboloma ist seit 2013 ein Wahlkreis in der Region Sambesi im Nordosten Namibias. Verwaltungssitz ist die Ansiedlung Sangwali. Der Wahlkreis hat (Stand 2023) 8700 Einwohner auf einer Fläche von 1723 km².
Er wurde nach dem Freiheits- und PLAN-Kämpfer Judea Lyaboloma benannt.

## Wahlen
| Wahl | Name          | Partei     | Stimmenanteil |
| ---- | ------------- | ---------- | ------------- |
| 2015 | Beaven Munali | SWAPO      | 89,9 %        |
| 2020 | Gwelu Divai   | unabhängig | 63,2 %        |